# Gavin Barwell
Pour les articles homonymes, voir Barwell (homonymie).
Gavin Laurence Barwell  (né le 23 janvier 1972) est un homme politique britannique et ancien chef de cabinet de Downing Street auprès de la Première ministre Theresa May. Membre du Parti conservateur, il est député de Croydon Central de 2010 à 2017. 
Barwell travaille pour le siège du Parti conservateur de 1993 jusqu'à son élection en 2010 et est - entre 2003 et 2006 - le directeur du parti, travaillant en étroite collaboration avec les chefs du parti Michael Howard et David Cameron. Il est conseiller dans le quartier londonien de Croydon entre 1998 et 2010. 
Barwell est nommé au Conseil privé en avril 2017, aux côtés de son collègue ministre conservateur Mel Stride. Peu de temps après avoir perdu son siège, il est nommé chef de cabinet de Downing Street par Theresa May, à la suite de la démission de Fiona Hill et Nick Timothy le 10 juin 2017. Il est fait pair à vie en 2019. 

## Jeunesse et carrière
Gavin Laurence Barwell est né en janvier 1972 à Cuckfield, Sussex de l'Ouest et déménage ensuite à Croydon, dans le sud de Londres, où il fait ses études à la Trinity School de John Whitgift . Il étudie les sciences naturelles au Trinity College, Cambridge, où il est président de l'Union de Cambridge, et obtient son diplôme de l'Université de Cambridge en 1993  . 
Après avoir obtenu son diplôme, Barwell est employé par le siège central du parti conservateur dans un certain nombre de postes entre 1993 et 2010 . 
Il travaille au Département de la recherche conservatrice de 1993 à 1995 dans la section des affaires intérieures, responsable du logement, du gouvernement local, de l'environnement et des centres-villes. Il remplace James Gray au poste de conseiller spécial du secrétaire d'État à l'environnement John Gummer de 1995 à 1997 et est chef de la division du gouvernement local de 1998 à 2003. Il occupe le poste de directeur des campagnes entre 2003 et 2006 avant d'être «consultant» jusqu'en 2010 . 
Il travaille sur les investitures avec le vice-président du parti, Lord Ashcroft, et contribue de manière significative à la victoire des conservateurs aux élections générales de 2010. 
En mai 1998, Barwell est élu au Conseil de Croydon représentant le quartier Woodcote et Coulsdon West. En mai 2006, lorsque les conservateurs prennent le contrôle du Conseil, il est nommé whip en chef du groupe conservateur et il est ensuite chargé des ressources et des services au public puis chargé de la sécurité et de la cohésion communautaires avant de démissionner du Conseil. en mai 2010 . 

## Carrière parlementaire (2010-2017)
Barwell est choisi comme candidat parlementaire du Parti conservateur à Croydon Central. Aux élections générales de 2010, il bat le député indépendant en exercice, Andrew Pelling, qui avait été élu comme conservateur. Barwell obtient 39,5% des voix; sa majorité est de 2 969 voix, le candidat travailliste arrive deuxième. Ses principaux domaines d'intérêt sont l'éducation, la politique urbaine, la police, le système de justice pénale, l'immigration et le Droit d'asile. Il est membre du Comité spécial des sciences et de la technologie de la Chambre des communes (2010-2012) et du Comité mixte du projet de loi sur la réforme des lords (2011-2012) et, jusqu'en octobre 2013, Barwell est secrétaire du Groupe parlementaire multipartite pour les Tamouls.
Le 14 juin 2012, Barwell annonce qu'étant arrivé quatrième dans le vote du projet de loi des députés, il présenterait le projet de loi sur la santé mentale. La législation vise à supprimer l'interdiction automatique des personnes qui ont reçu un traitement pour maladie mentale de faire partie du jury, d'être destituées en tant que directeurs d'entreprises et en tant que députés. Le projet de loi est présenté en juin 2012 et est devenu une loi du Parlement après avoir reçu la Sanction royale le 28 février 2013. 
Lillian's Law est une campagne de réforme du droit qui porte le nom de Lillian Groves, une citoyenne de 14 ans de Barwell qui a été tuée devant son domicile à New Addington par un conducteur sous l'influence de la drogue . Il est condamné à huit mois d'emprisonnement, réduit à quatre mois par un plaidoyer de culpabilité. 
Barwell réussi à faire pression sur le premier ministre, David Cameron, pour qu'il présente un projet de loi faisant de la conduite sous l'influence de drogues une infraction similaire à la conduite sous l'influence de l'alcool . Cameron rencontre la famille Groves et la législation est incluse dans le discours de la reine de 2012. Elle créé une nouvelle infraction dans le cadre de la loi de 2013 sur la criminalité et les tribunaux. 
Barwell est nommé secrétaire parlementaire privé de Greg Clark, ministre des Villes et de la Décentralisation. En septembre 2012, il est nommé secrétaire parlementaire privé de Michael Gove, secrétaire d'État à l'Éducation. Le Premier ministre David Cameron nomme Barwell au poste de whip adjoint du gouvernement le 7 octobre 2013. Le 15 juillet 2014, il est promu whip du gouvernement, lord commissaire. 
Aux élections de 2015, Barwell conserve son siège avec une majorité de 165 voix seulement. Le livre de Barwell, Comment gagner un siège marginal: mon année à lutter pour ma vie politique, a été publié en mars 2016 ,. Aux élections générales de 2017 qui se sont tenues à peine 15 mois plus tard, Barwell perd son siège marginal. 
Il est ministre d'État au Logement et à la Planification et ministre de Londres de juillet 2016 à juin 2017 . 
Lors de l'élection générale anticipée de 2017, Barwell perd son siège face à Sarah Jones du Labour par 5 652 voix . En décembre 2018, il annonce qu'il ne serait pas le candidat conservateur aux prochaines élections à Croydon Central.
Barwell obtient une pairie à vie dans la liste des honneurs de démission de Theresa May en septembre 2019 , et est créé baron Barwell, de Croydon dans le London Borough of Croydon, le 7 octobre 2019. 

## Chef de cabinet de Downing Street (2017-2019)
Le 10 juin 2017, Theresa May le nomme chef de cabinet de Downing Street. À la suite de l'Incendie de la tour Grenfell du 14 juin 2017, il est critiqué par The Independent pour avoir créé des retards dans la publication d'un rapport sur la sécurité incendie qui a suivi l'incendie de 2009 de Lakanal House.  
À la suite du départ de Theresa May en tant que Premier ministre en juillet 2019, Barwell démissionne de son poste de chef de cabinet et est remplacé par Dominic Cummings et Sir Eddie Lister . 

## Vie privée
Barwell épouse Karen McKenzie en 2001. Son épouse, orthophoniste, travaillait auparavant à Applegarth School à New Addington. Le couple a trois fils. Il a eu un cancer dans son enfance . 